# Kouklen
Kuklen (bulgare : Куклен) est une ville du sud de la Bulgarie.

## Géographie
La ville est le centre administratif de l'obchtina (municipalité) de Kuklen, située au centre de l'oblast de Plovdiv.
Kuklen est située à quatorze kilomètres au sud de la ville la plus proche, Plovdiv, et est à environ 100 km au sud-ouest de la capitale bulgare, Sofia.

## Histoire
Kuklen a été proclamée ville le 23 mai 2006.

## Population
En 2005, la ville comptait une population de 6 877 habitants. Dix ans plus tard, en 2015, sa population était en diminution pour atteindre 6 046 habitants.